# خشم آشیل
خشم آشیل (به زبان ایتالیایی: L'ira di Achille- به زبان انگلیسی: The Fury of Achilles) یک فیلم ایتالیایی و محصول سال ١٩۶۲ میلادی است.از بازیگران این فیلم می توان به گوردون میچل و ماریا لائورا روکا اشاره نمود.